# Efeito Ben Franklin
O efeito Ben Franklin é um proposto fenômeno psicológico: uma pessoa que já fez um favor a outra é provável que faça outro favor à outra do que se tivesse recebido um favor dessa pessoa. Uma explicação para isso é a dissonância cognitiva. As pessoas argumentam que ajudam os outros porque gostam deles, mesmo que não gostem, porque a sua mente luta para manter a coerência lógica entre as suas ações e percepções.
O efeito é, em outras palavras, o resultado do conceito de se estar sob ataque. Cada pessoa desenvolve uma persona, e essa persona persiste porque as inconsistências na sua narrativa pessoal são reescritas, redigidas e mal interpretadas.

## Pesquisa
O estudo inicial do efeito foi feito por Jecker e Landy em 1969; no qual os estudantes foram convidados a participar de um concurso de perguntas e respostas dirigido pelo pesquisador, no qual eles poderiam ganhar somas de dinheiro. Após o término desse concurso, um terço dos estudantes que haviam "ganho" foram abordados pelo pesquisador, que lhes pediu que devolvessem o dinheiro porque ele havia usado seus próprios fundos para pagar os vencedores e estava ficando sem dinheiro; outro terço foi solicitado por uma secretária para devolver o dinheiro porque era do departamento de psicologia e os fundos eram baixos; outro terço não foi abordado. Todos os três grupos foram então perguntados o quanto gostavam do pesquisador. O segundo grupo gostou menos dele, o primeiro grupo mais — sugerindo que um pedido de reembolso por um intermediário tinha diminuído o seu apreço, enquanto um pedido direto aumentava o seu apreço.

## Efeito como um exemplo de dissonância cognitiva
Essa percepção de Franklin foi citada como um exemplo na teoria da dissonância cognitiva, que diz que as pessoas mudam suas atitudes ou comportamentos para resolver tensões, ou "dissonâncias", entre seus pensamentos, atitudes e ações. No caso do efeito Ben Franklin, a dissonância está entre as atitudes negativas do sujeito em relação à outra pessoa e o conhecimento de que eles fizeram um favor a essa pessoa. Um blogueiro de ciências explica o fenômeno da seguinte maneira:
A atual teoria da autopercepção nos diz que nosso cérebro se comporta como um observador externo, assistindo continuamente o que fazemos e, em seguida, inventando explicações para essas ações, que subsequentemente influenciam nossas crenças sobre nós mesmos. [...] Nosso cérebro observador não gosta quando nossas ações não correspondem às crenças que temos sobre nós mesmos, uma situação comumente referida como dissonância cognitiva. Portanto, sempre que seu comportamento entrar em conflito com suas crenças (p.ex. se você faz um favor a alguém de quem não gosta muito ou vice-versa, quando faz algo ruim a alguém com quem deveria se preocupar), este conflito faz soar imediatamente o alarme no seu cérebro. O cérebro tem uma resposta esperta — muda a maneira como você se sente, de modo a reduzir o conflito e desligar os alarmes.

## Usos
No campo das vendas, o efeito Ben Franklin pode ser usado para construir uma relação com um cliente. Em vez de oferecer ajuda ao potencial cliente, um vendedor pode, em vez disso, pedir assistência ao potencial cliente: "Por exemplo, peça-lhes para compartilhar com você quais benefícios de produtos eles acham mais atraentes, para onde pensam que o mercado está se dirigindo, ou que produtos podem ser de interesse daqui a vários anos". Este simples favor, não pago, pode construir uma simpatia que irá aumentar a sua capacidade de ganhar o tempo e o investimento do cliente no futuro.
O efeito também pode ser observado em relações bem sucedidas de mentor–aluno. Tais relações, uma fonte aponta, "são definidas pelo seu desequilíbrio fundamental de conhecimento e influência". A tentativa de retribuir proativamente favores com um mentor pode ter um efeito contrário, pois a inversão de papéis e a assistência não solicitada pode colocar seu mentor em uma situação inesperada e embaraçosa". O efeito Ben Franklin foi citado no livro mais vendido de Dale Carnegie Como Fazer Amigos e Influenciar Pessoas. Carnegie interpreta o pedido de um favor como "uma forma sutil, porém eficaz de bajulação".
Como sugere Carnegie, quando pedimos a um colega que nos faça um favor, estamos sinalizando que consideramos que eles têm algo que não temos, seja mais inteligência, mais conhecimento, mais habilidades ou qualquer outra coisa. Essa é outra maneira de mostrar admiração e respeito, algo que a outra pessoa pode não ter notado antes. Isto levanta imediatamente a sua opinião sobre nós e torna-os mais dispostos a ajudar-nos novamente, tanto porque apreciam a admiração como porque começaram a gostar genuinamente de nós.
A psicóloga Yu Niiya sugere que o efeito Ben Franklin justifica a teoria do amae (甘え). Ela afirma que um comportamento dependente e infantil pode induzir um vínculo progenitor–criança, onde uma pessoa se vê como a cuidadora. Com efeito, amae cria um relacionamento em que uma pessoa se sente responsável pela outra, que fica livre para agir imaturamente e fazer exigências.
Um comentador discutiu o efeito Ben Franklin em relação ao adestramento de cães, pensando "mais no lado humano da relação do que nos próprios cães". Embora os treinadores frequentemente façam distinção entre o impacto de métodos de treinamento baseados em reforços positivos e negativos nos cães, também pode ser relevante "considerar os efeitos que estas duas abordagens podem ter sobre o treinador". O efeito Ben Franklin sugere que a forma como tratamos nossos cães durante o treinamento influencia como pensamos sobre eles como indivíduos — especificamente, o quanto gostamos (ou não gostamos) deles. Quando fazemos coisas legais para nossos cães na forma de guloseimas, elogios, festas e brincadeiras para reforçar os comportamentos desejados, tal tratamento pode resultar em que gostamos mais deles; e, se usarmos palavras duras, coleira ou bater numa tentativa de mudar o comportamento do nosso cão, então [...] começaremos a gostar menos do nosso cão".

## Inverso
O inverso também pode ser verdade, ou seja, que passamos a odiar uma pessoa a quem fizemos mal. Nós as desumanizamos para justificar as coisas ruins que fizemos a elas.